# Сепульведа, Хильберто
Хильбе́рто Сепу́льведа Ло́пес (исп. Gilberto Sepúlveda López; родился 4 февраля 1999 года в Гуасаве, Мексика) — мексиканский футболист, защитник клуба «Гвадалахара» и сборной Мексики.

## Клубная карьера
Сепульведа — воспитанник клуба «Гвадалахара». 9 января 2019 года в поединке Кубка Мексики против «Симарронес де Сонора» Хильберто дебютировал за основной состав. 1 сентября в матче против «Крус Асуль» он дебютировал в мексиканской Примере.

## Международная карьера
В 2018 году в составе молодёжной сборной Мексики Сепульведа принял участие в Молодёжном кубке КОНКАКАФ. На турнире он сыграл в матчах против Никарагуа, Сан-Мартин, Ямайка, Арубы, Панамы, Сальвадора и США. В поединке против сан-мартинцев Хильберто сделал «дубль».
В том же году Сепульведа принял участие в молодёжном чемпионате мира в Польше. На турнире но сыграл в матчах против команд Японии, Италии и Эквадора.